# 城堡山大道車站
城堡山大道車站（英語：Castle Hill Avenue station）是紐約地鐵IRT佩勒姆線的一個慢車地鐵站，位於布朗克斯城堡山城堡山大道及威斯徹斯特大道交界，設有6號線（任何時候停站（除繁忙時段的尖峰方向外））列車服務，而繁忙時段的尖峰方向則開行<6>列車。

## 車站結構
| 月台層 | 側式月台 | 側式月台                              |
| 月台層 | 南行慢車 | ← 往布魯克林大橋-市政府 (帕克徹斯特)  |
| 月台層 | 尖峰快車 | ← 無定期服務                          |
| 月台層 | 北行慢車 | → 往佩勒姆灣公園 (謝里加大道) →       |
| 月台層 | 側式月台 |                                       |
| 夾層   | 夾層     | 閘機、車站詢問處、Metrocard自動售票機 |
| Ground | 街道層   | 出入口                                |

此高架車站設有兩個側式月台和三條軌道。中央軌道不營運。
2013年10月5日起到2014年5月，車站一度關閉進行維修翻新工程。

## 外部連結
- nycsubway.org—IRT Pelham Line: Castle Hill Avenue
- Station Reporter — 6 Train
- The Subway Nut — Castle Hill Avenue Pictures （页面存档备份，存于）
- Castle Hill Avenue entrance from Google Maps Street View